# آی‌بال
آی‌بال (انگلیسی: IBall) شرکت الکترونیک هندی است، که در سال ۲۰۰۱ تأسیس شد.